# Mitologia ecói
A mitologia ecói é o conjunto de lendas e ritos dos ecóis, um povo da África Ocidental que habita a Nigéria e Camarões. As principais deidades ecóis são Obassi Ossau (deus do céu) e Obassi Nsi (deus da terra), que são similares aos deuses efiques. Segundo os mitos desse povo, Ossau e Nsi criaram tudo e permaneceram juntos até Ossau decidir viver no céu e Nsi na terra. Ossau dá luz e umidade, mas também traz a seca e tempestades, enquanto Nsi nutri e leva as pessoas quando morrem. Para os ecóis, o culto as cobras e crocodilos está intimamente relacionado, pois as pítons compartilham com os crocodilos a guarda do lago sagrado. A proeminência das cobras é tamanha que aparece em relevos de muros das casas dos ibos, povos vizinhos aos ecóis.